# La Fontaine des mutants
La Fontaine des mutants est la trente-quatrième histoire de la série Le Scrameustache de Gos. Elle est publiée pour la première fois du no 3193 au no 3203 du journal Spirou, puis en album en 1999.

## Univers

### Synopsis
Un aéronef galaxien endommagé doit se poser dans une région où une fontaine transforme son équipage en mutant.